# Shexing
Shexing (kinesiska: 社硎) är en socken i sydöstra Kina. Den ligger i Xianyou härad i staden Putian i provinsen Fujian, omkring 94 kilometer sydväst om provinshuvudstaden Fuzhou. Antalet invånare är 3 768. Befolkningen består av 1 849 kvinnor och 1 919 män. Barn under 15 år utgör 16,0 %, vuxna 15-64 år 64 %, och äldre över 65 år 18,0 %.